# Eugenia umbonata
Eugenia umbonata är en myrtenväxtart som beskrevs av Mcvaugh. Eugenia umbonata ingår i släktet Eugenia och familjen myrtenväxter. Inga underarter finns listade i Catalogue of Life.